# Marc-André Fortin
Marc-André Fortin (né le 9 octobre 1981 à Hébertville) est un chanteur québécois. Il fut le grand gagnant de l'émission Star Académie en 2005.
Son premier succès Tu m'aimes tu ?, dont l'auteur et compositeur est Richard Desjardins, fut un des succès radiophonique québécois de l'année 2006.

## Biographie
Marc-André fait ses premiers pas dans l'univers musical à 6 ans par le biais du piano.
Au fil des années, Marc-André multiplie ses apparitions aux différents concours et spectacles à travers le Québec.
Dès 2001, il joint la troupe QuébecIssime et participe, à titre de soliste aux spectacles Party, de Céline Dion à la Bolduc et QuébecIssime chante Noël.
En septembre 2005, Marc-André est sélectionné parmi des milliers de candidats pour participer à l'émission Star Académie. C'est grâce à cette aventure télévisuelle qu'il a conquis les spectateurs québécois.
En 2006, Marc-André a offert quelques performances sur scène, notamment il fut invité à plusieurs reprises par Marie-Élaine Thibert à partager la scène avec l'Orchestre Symphonique de Montréal. Il a aussi participé au spectacle d'Annie Villeneuve, et de Dennis DeYoung.
Le 28 janvier 2007, accompagné de Marie-Ève Janvier, il interprète la chanson Le Petit Roi de Jean-Pierre Ferland lors du 4e Gala annuel du Panthéon des Auteurs et Compositeurs Canadiens à Toronto.
En mars 2007, ce fut au tour du grand Dennis DeYoung d'inviter Marc-André à monter sur la scène de la Place des Arts à Montréal.
Marc-André a présenté son premier album Marc-André Fortin, le 17 avril, au Théâtre St-Denis 2 à Montréal.
Les 27 et 28 avril 2007, Marc-André a partagé la scène de l'Olympia de Montréal avec Lara Fabian le temps d'une chanson : Tu es mon autre.
En 2008, il rejoint la troupe QuébecIssime en participant au spectacle Décembre.
En 2009, il lance son deuxième album : Juste ici.
En juin 2010, Marc-André Fortin, a été opéré pour un cancer de la langue dans un hôpital de Montréal, opération qui s'est déroulée avec succès. Depuis ce temps, son état de santé est parfait et il est maintenant en rémission.
En 2011, il chante dans la toute nouvelle création de QuébecIssime, Cowboys, de Willie à Dolly qui connait un immense succès.
À l'automne 2011, il coanime en compagnie de Jean-Philippe Dion et de Émilie Fournier, les auditions de Star Académie en prolongation sur les ondes de VOX
À l'hiver 2012, il est de retour à l'animation de Star Académie en prolongation après les variétés du dimanche soir.
En 2013, il sort son premier EP : M'aimeras-tu encore. Ce mini-album se compose de cinq chansons.
En 2015, Marc-André Fortin est l'une des têtes d'affiche (avec Kim Richardson et Rick Hughes), de la populaire revue musicale American Story Show.  
En 2018, il intègre les Productions Grand V en étant l'une des têtes d'affiche de la revue musicale Je reviens chez nous, reprenant les plus grands succès québécois.  
En 2019 sort son quatrième album : D'où je viens. 
En 2020, il est une nouvelle fois l'une des têtes d'affiche des Productions Grand V, cette fois-ci dans la revue musicale Deux, les plus grands duos. 
En parallèle, Marc-André Fortin continue de se produire sur scène, notamment avec la troupe de QuébecIssime.

## Discographie
2019 : D'où je viens
01. the wind beneath my wings - 02. Je cherche l'ombre - 03. M'aimeras-tu encore? - 04. Dire - 05. Une seule vie - 06. Beauty and the Beast - 07. Pleine lune en décembre - 08. D'où je viens - 09. Aimes-tu encore - 10. Toutes les saisons - 11. Eléna - 12. Jonathan - 13. J'ai quitté mon île
2013 : EP M'aimeras-tu encore?
2009 : Juste ici (Frilance Musique/Sélect)
01. Rosie - 02. Planchers fragiles - 03. La nuit crie victoire - 04. Chair de poule - 05. Avec simplicité - 06. Au coin du monde - 07. Assez de temps - 08. Une seule vie - 09. Je fais de moi un homme - 10. Enfin
2007 : Marc-André Fortin (Musicor/Sélect) 32 000 copies vendues
01. Que des étoiles - 02. Au milieu de nous - 03. Bien entendu - 04. J'ai pas eu l'temps - 05. Je suis de vous - 06. Une année dans un jour - 07. Je demande à la vie - 08. Toi sur le moi du monde - 09. Retourne chez-toi - 10. Marie la belle - 11. Même si tu m'oublies - 12. Combien de temps - 13. Tu m’aimes-tu?
2005: Album Star Académie 2005 (Musicor/Sélect)
01. L'étoile d'Amérique - 10. Tu m'aimes-tu ?

## Distinctions
- 2005 : Gagnant de l'édition 2005 de Star Académie
- 2004 : Prix pour l’interprétation lors du concours Ma première Place des Arts.
- 2003 : Premier prix, ainsi qu’une bourse démo Musicaction de 9 000$ à Chanson en fête de Saint-Amboise.
- 2003 : Lauréat Interprète 18 ans et plus au Festival de la chanson et de l'humour de Dégelis.
- 2002 : Demi-finaliste Festival international de la chanson de Granby.
- 2001 : Gagnant du concours Jeunes Espoirs Enfant Soleil.